# Злинка однокошикова
Злинка однокошикова (Erigeron uniflorus) — вид трав'янистих рослин родини айстрові (Asteraceae). Етимологія: лат. uniflorus — «одноквітковий».

## Опис
Багаторічна трав'яниста рослина з вертикальними стеблами у висоти 2–20 см. Базальні листки витягнуті язикоподібні, а верхні листки ланцетні; краї листків від округлих до виїмчастих. Поверхня листя від бідно волохатої до безволосої. Кошик діаметром від 10 до 25 мм. Квіти в кошику 2 типів; крайові — маточкові, язичкові; серединні — трубчасті, двостатеві.

## Поширення
Азія: Азербайджан, Вірменія, Грузія, Росія, Туреччина; Європа: Україна, Австрія, Німеччина, Польща, Словаччина, Швейцарія, Фінляндія, Ісландія, Норвегія (вкл. Шпіцберген і Ян-Маєн), Швеція, Болгарія, Італія, Македонія, Румунія, Сербія, Словенія, Франція, Іспанія; Північна Америка: Гренландія, Аляска, Канада.
Зростає на вологих альпійських луках і схилах у високогірних районах Карпат (Татри). Можливе виявлення виду і в Українських Карпатах.

## Галерея

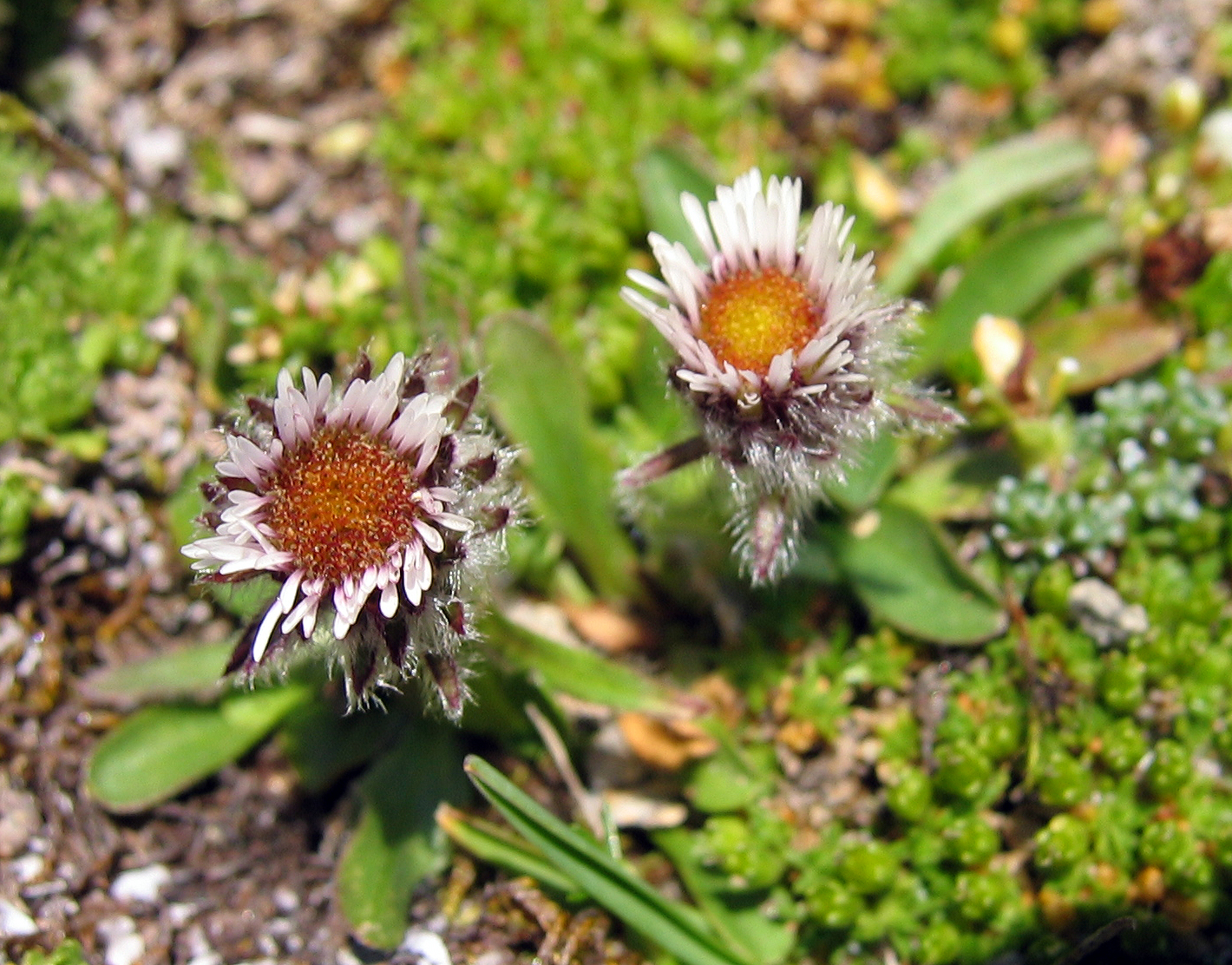
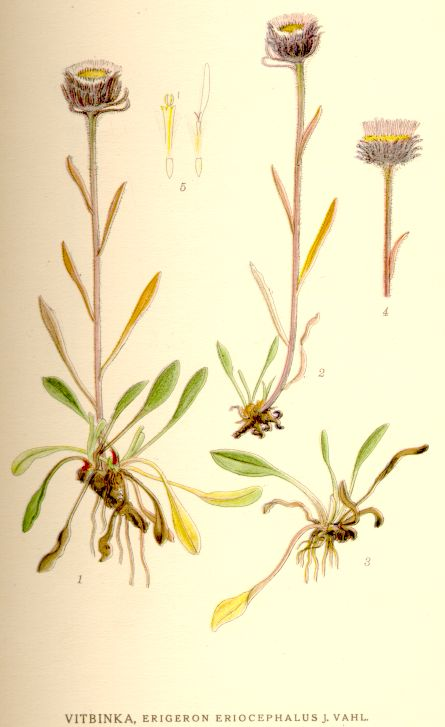